# 1911年11月6日月食
1911年11月6日月食为一次在协调世界时1911年11月6日出現的半影月食。該次月食半影食分為0.841、全影食分為-0.168。

## 概述
這次月食的食分是2.68。

## 基本參數
- 類型：半影月食
- 食甚資料：
  - 日期：1911年11月6日
  - 時間：15:36
  - 月球位置：赤經2.68度、赤緯16.8度
  - 食分：半影食分：0.841、全影食分：-0.168

## 外部連結
- NASA月食專頁（页面存档备份，存于）（英文）